# Bacchetta magica

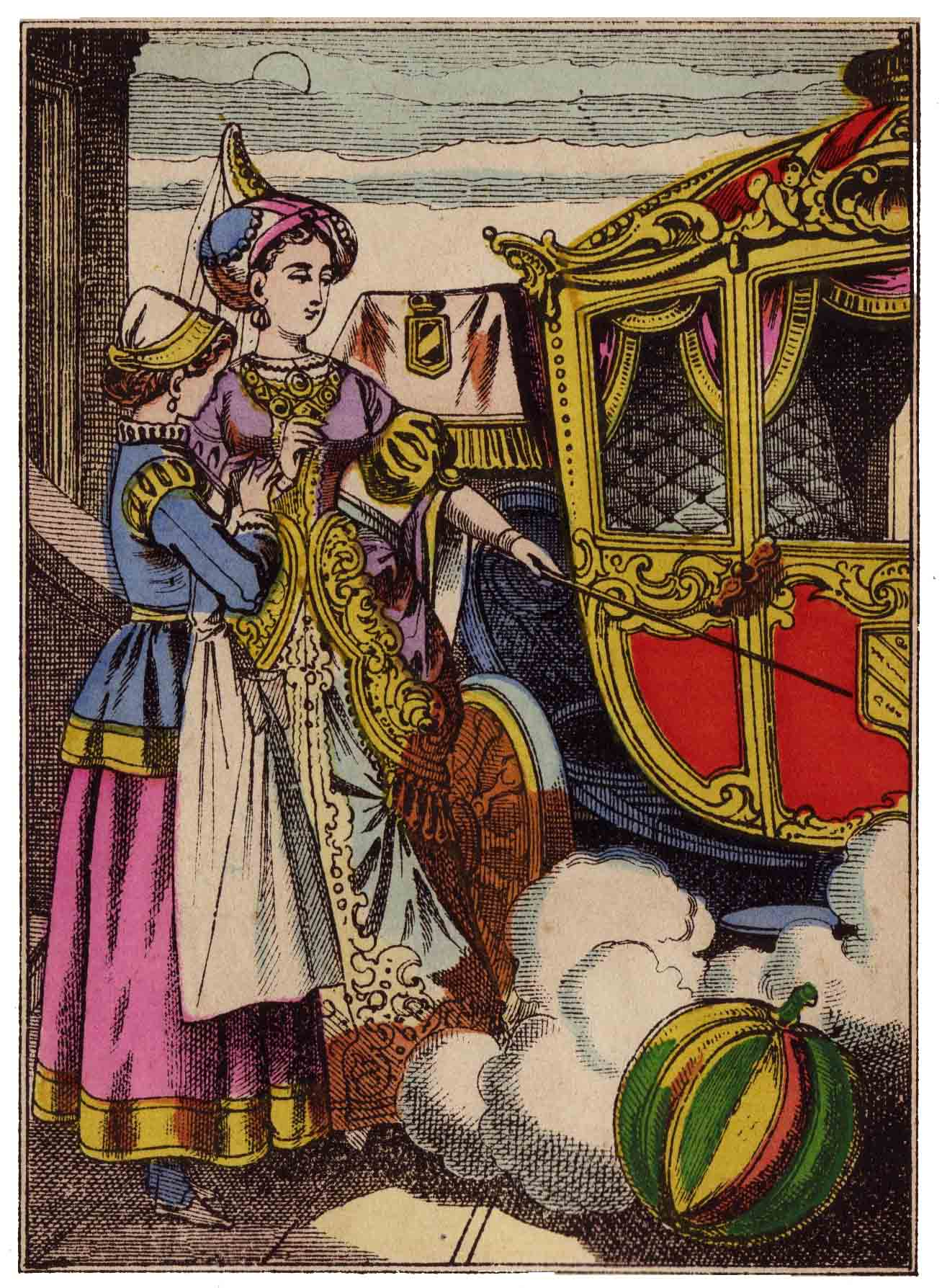
Raffigurazione della fata madrina di Cenerentola mentre trasforma una zucca in carrozza

Una bacchetta magica è un oggetto di lunghezza e materiale variabili, utilizzato da esseri dotati di presunti poteri magici per incanalare ed emettere la loro energia.
Esse appaiono spesso nelle opere di finzione, come la letteratura e il cinema, anche se il loro uso è attestato in alcune religioni antiche o moderne.
Le bacchette vanno distinte dagli scettri dato che questi ultimi hanno uno spessore maggiore, oltre che un ornamento nella parte superiore di relativa grandezza.

## Storia
L'uso della bacchetta magica può essere ricondotto alla civiltà proto-indoeuropea, come lascia supporre la sua apparizione sia nello zoroastrismo che nell'induismo primitivo.

### Zoroastrismo e Magi
I magi del mondo antico erano il sacerdozio della religione zoroastriana. Come notato da Platone, la magia (mageia) si riferisce alla "tradizione magica di Zoroastro" (Alchibiade 1.122). Il barsom (o baresman), o sacro fascio di ramoscelli, è un attrezzo rituale che ha giocato un ruolo importante nelle pratiche religiose zoroastriane sin dalla preistoria. Secondo i saggisti Boyd e Kotwal il barsom è un antico emblema indo-iraniano di ricerca del Santo, e stabilisce un collegamento tra questo mondo getig (materiale) e il regno menog (spirituale); esso era, il condotto attraverso il quale i principi e i poteri archetipici manifestano la loro presenza e ricevono le offerte ".  È anche uno strumento attraverso il quale si acquisisce il potere sacro e anche un canale per incanalare il potere verso l'esterno, e quindi è una "bacchetta magica" prototipica. Il barsom era tradizionalmente realizzato con rametti di tamerici o melograno, anche se in tempi moderni sono state sostituite da aste di metallo.

### Fonti egiziane, greche e romane
L'uso del barsom da parte dei magi era ben noto agli scrittori greci ed è menzionato da Strabone e Fenice di Colofone (280 a.C.), citata in Ateneo. La bacchetta magica era anche conosciuta tra gli antichi greci e romani.
Come i magi zoroasriani, anche le antiche flamine romane o i sacerdoti del fuoco portavano in mano simili fasci di ramoscelli. Va detto che già gli etruschi avevano tra gli strumenti magico-religiosi il lituo, che attesta come l'uso della verga augurale fosse comune ai popoli italici.
Plinio e Apuleio attestano entrambi il loro uso. Omero (nell'Odissea 11.14 ss) e Virgilio descrivono entrambi la maga archetipica, Circe, che fa uso di una bacchetta magica. Il passaggio pertinente in Virgilio è stato notato da Cornelio Agrippa nel suo libro 1 di Filosofia occulta.
La collezione di papiri magici greci e demotici di Betz ha esempi di incantesimi che includono l'uso di una bacchetta o di un bastone. L'incantesimo PGM I.42-195, ad esempio, vuole che il mago "regga un ramo di mirto ... scuotendolo, (e salutando) la dea". (Betz, p. 5)
Giamblico (ca. 250-325 d.C.), uno dei più importanti filosofi neoplatonici, discusse la magia in generale nel suo De Mysteriis Aegyptiorum. In esso menziona la profetessa che tiene in mano un bastone o una bacchetta, invocando la divinità. (capitolo VII)

### Medioevo
Con la caduta del paganesimo anche i simboli religiosi e magici correlati vennero meno. Il senso del sovrannaturale si spostò inizialmente verso la sfera semantica del cristianesimo, rivolgendosi per le pratiche di protezione ultraterrena verso il culto delle reliquie.
Tuttavia vi sono raffigurazioni protocristiane del Cristo con la bacchetta in mano: la magia era ancora vista come una pratica legata ai nemici religiosi, i Pagani, probabilmente quindi la sua presenza in mano a Gesù è simbolo del potere di realizzare meraviglie in nome del Padre secondo un'iconografia ancora legata ai vecchi stilemmi.
Si dovrà attendere il tardo medioevo per incontrare di nuovo la bacchetta magica, e in un significato più moderno.

### I Grimori
I primi manoscritti di magia (grimori) hanno molti riferimenti all'uso e all'importanza della bacchetta nella magia occidentale. Le bacchette sono trattate già nel grimorio latino del 1200 Il libro giurato di Onorio. Secondo questo esistono due strumenti rituali simili, comunemente descritti nella letteratura magica: il bastone (baculus o bacculus latino; francese bâton) e la bacchetta (latino Virga o virgulam; italiano antico Verga; tedesco Stäbchen; francese verge o talvolta viere, baguette, baguette magique). Il bastone ha le dimensioni di un bastone da passeggio; la bacchetta è più piccola e affusolata in punta.
L'idea della bacchetta del Libro di Onorio, insieme a varie altre idee di quel grimorio, furono successivamente incorporate nel grimorio del 1500 La chiave di Salomone.
Secondo la chiave di Salomone (libro 2, capitolo 8): "Il bastone dovrebbe essere di legno di sambuco o di canna, e la bacchetta di nocciolo o di noce, in ogni caso di legno vergine, cioè della crescita di un anno. Dovrebbe essere tagliato dall'albero con un solo colpo, il giorno di Mercurio (cioè mercoledì), all'alba. I simboli dovrebbero essere scritti o incisi su di essi nel giorno e nell'ora di Mercurio. "

### Epoca contemporanea
La chiave di Salomone divenne popolare tra gli occultisti per centinaia di anni, ispirando nell'occultismo ottocentesco molte correnti di pensiero magico attiva oggigiorno, soprattutto nel mondo anglosassone.
Nel 1888, fu pubblicata una traduzione inglese della Chiave di Salomone di Samuel Mathers (uno dei co-fondatori dell'Ordine ermetico dell'alba d'oro), che rese il testo della Chiave di Salomone disponibile per il mondo anglofono . Quella versione inglese del 1888 ispirò Gerald Gardner, il creatore della Wicca, a incorporare la bacchetta e vari altri oggetti rituali nella Wicca.
I creatori della Golden Dawn hanno avuto la loro idea di usare una bacchetta, così come i loro altri principali oggetti rituali (pugnale, spada, pentacolo esagrammico e coppa), dagli scritti dell'autore occultista della metà del 1800 Eliphas Levi. Nel libro di Levi del 1862, Philosophie Occulte, scrisse un falso estratto di una versione ebraica della Chiave di Salomone, e quel falso estratto faceva parte dell'ispirazione per gli oggetti rituali della Golden Dawn, e in particolare la loro bacchetta di loto.
La magia cerimoniale dell'Ordine Ermetico della Golden Dawn utilizza diversi tipi di bacchette per scopi diversi, i più importanti dei quali sono la bacchetta di fuoco e la bacchetta di loto. In Wicca, le bacchette sono tradizionalmente usate per evocare e controllare angeli e geni, [2] [3] ma in seguito sono state usate anche per il lancio di incantesimi generale.

## Lunghezza
La lunghezza delle bacchette magiche antiche appare maggiore di quelle legate all'immaginario moderno, circa un cubito o più, scorciandosi lentamente nel corso del secondo millennio.
L'Avestā prescrive che la lunghezza massima dei ramoscelli del baresman è l'altezza di un ginocchio, sebbene l'arte antica mostri approssimativamente la lunghezza del braccio. I baroms moderni sono molto più brevi, circa venti centimetri.
Beringario Ganello, nella Summa Sacre Magice afferma che la bacchetta dovrebbe essere "la lunghezza del braccio del maestro, estesa".
Secondo il manoscritto Clavicula della biblioteca di Gerald Gardner, la bacchetta dovrebbe essere lunga almeno otto o nove palmi della mano.
Secondo l'edizione di Les Méritables Clavicules de Salomon (1634) di Pierre Mora, la bacchetta dovrebbe essere lunga un metro e mezzo e spessa un pollice.
Abramelin vuole la bacchetta (di legno di mandorlo) essere dello spessore di circa un dito e della lunghezza del braccio, misurata dal gomito alla punta del dito.
Joseph Anton Herpentil, nel suo Epitome della magia soprannaturale, ovvero R.P.S.F. (1519) specifica che la bacchetta (o verga) dovrebbe essere lunga 4 spanne.
Il Grande Grimorio specifica una lunghezza di 50 cm.
È interessante notare che Wand, il termine inglese per bacchetta, era un'unità di misura pre-Normanna, usata nelle isole britanniche. Con una certa approssimazione, si può dire che corrispondesse ad 1 metro (in realtà 1,007 m); era usato prima della nascita della yard. La wand è rimasta in uso per secoli presso i normanni, prima della yard. In seguito una wand fu definita come lunghezza pari alla somma di una yard ed una mano (in inglese yard and hand), per poi scomparire dall'uso comune, ed infine essere bandita per legge. La wand era parte di un antico sistema metrico decimale inglese.

## Uso religioso
- Nel cerimoniale sia religioso che formale del governo inglese, ufficiali con poteri particolari hanno la facoltà di portare con sé scettri/bacchette rappresentative del loro ufficio e del potere che detengono. La bacchetta, in questi casi, assolve il ruolo di mazza cerimoniale, scettro.
- Ai tempi dei faraoni nell'Antico Egitto, venivano lasciati molti oggetti personali nelle tombe, insieme con armi da usare contro nemici ultraterreni ed amuleti contro i serpenti. Tra questi si trovano anche testi magici e bacchette, che il Ka del defunto sarebbe stato in grado di utilizzare nella sua vita seguente.[8]

### Wicca
Nella wicca e nella magia cerimoniale, i praticanti usano le bacchette magiche per canalizzare l'energia; per uno scopo molto simile viene alle volte usato l'athame. Tradizionalmente le bacchette sono in legno, ma possono avere delle applicazioni in metallo o cristallo per amplificarne la potenza.
Di solito si usa il legno vivo, ottenuto dalla potatura di diversi tipi di alberi: la quercia, il nocciolo, o altri alberi sacri; molto potente è il sambuco. Più raramente si compra un pezzo di legno grezzo presso le segherie. Il legno viene lavorato, ripulito dalla corteccia, intagliato, lavorato ed eventualmente decorato con pietre e metalli di valore per il praticante, ed in seguito caricata di energia con particolari rituali. Nello zoroastrismo esiste un rituale simile, noto come barsom. Presso i negozi di magia, è possibile acquistare bacchette già pronte e cariche.

## Tarocchi
Wands è un altro nome per indicare il seme di bastoni negli arcani minori dei tarocchi. Esso viene associato alla stagione primaverile e all'elemento del fuoco che simboleggia l'energia creativa, la passione, la sicurezza e il carisma.

## Tradizione letteraria

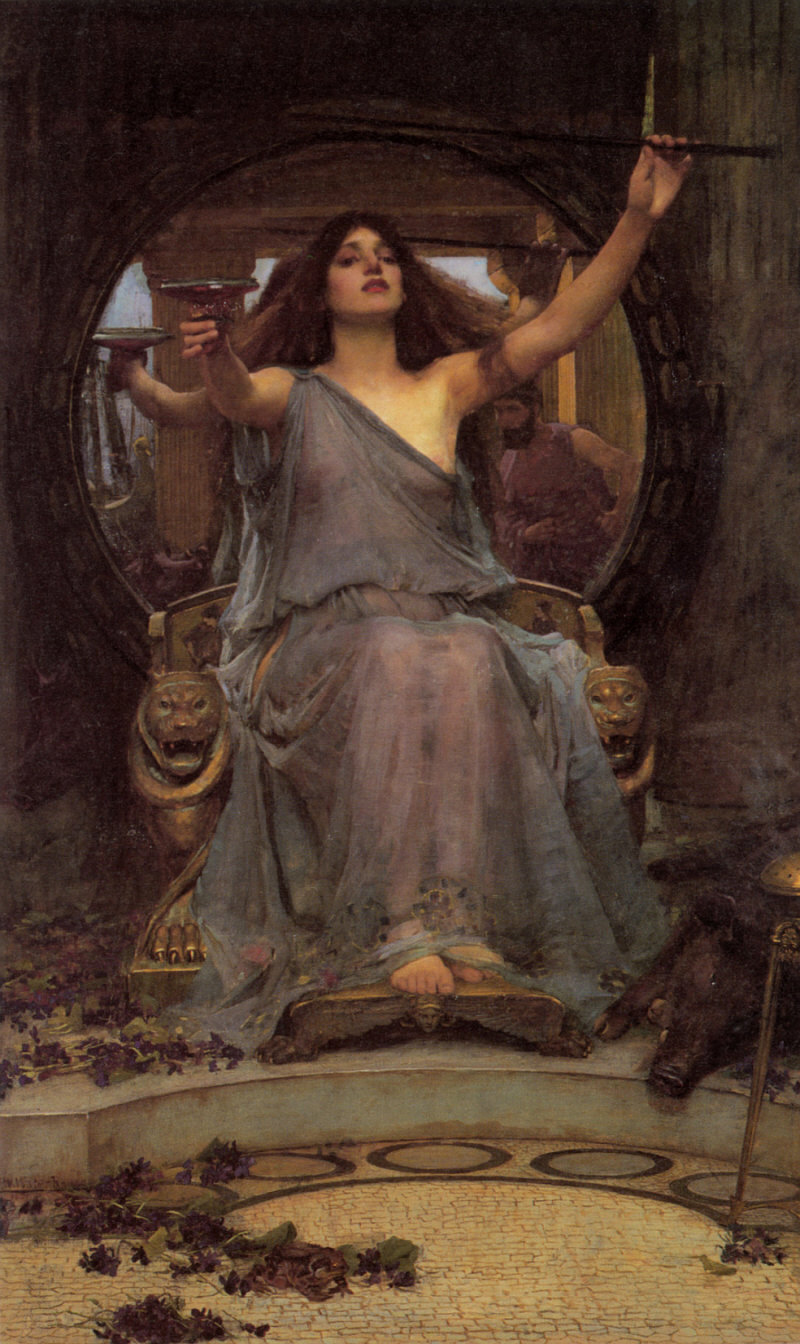
Circe offre la coppa a Ulisse, opera di John William Waterhouse (1891)

Questa è una lista parziale di alcuni tra i più noti usi di bacchette magiche nella letteratura:
- La prima bacchetta del canone letterario europeo, sebbene i suoi poteri siano di origine divina e non magica, compare nell'Odissea: la dea Circe utilizza una rhábdos (ῥάβδος, “verga”) con la quale trasforma in porci gli uomini che accompagnano Ulisse, dopo avergli dato da bere delle coppe di vino. Tuttavia Ulisse si rivela immune al sortilegio grazie un'erba donatagli da Ermes. Anche questo dio ed Atena possiedono una rhábdos: il primo, già nell'Iliade e nell'Odissea, la usa per indurre il sonno, guidare i sogni o aprire gli occhi dei morti; la seconda per operare metamorfosi come nel mito di Aracne.
- Gandalf e Saruman, stregoni ainur tra i personaggi principali de Il Signore degli Anelli, possiedono ciascuno un bastone luminoso; quello di Saruman verrà spezzato da Gandalf durante uno scontro alla Torre Nera di Isengard.
- Jadis, antagonista principale del romanzo Il leone, la strega e l'armadio, possiede una bacchetta dorata con cui pietrifica i suoi nemici.
- Nei romanzi di Harry Potter, l'uso delle bacchette è ampiamente diffuso poiché, sebbene sia possibile eseguire incantesimi non verbali, esse favoriscono la stabilizzazione dell'energia magica, rendendone meno imprevedibili gli effetti. Sempre in questo universo, le bacchette sono senzienti e “scelgono” il mago/strega cui appartenere in base all'affinità di legno, nucleo e lunghezza.
- Nei testi sacri giudaico-cristiani, il bastone di Mosè consente a quest'ultimo di compiere diversi prodigi: la trasformazione dello stesso bastone in un serpente, l'invio delle dieci piaghe d'Egitto, la separazione delle acque del Mar Rosso e la generazione di un flusso d'acqua dalla spaccatura di una roccia.
- Nella raccolta di romanzi Roman de Renart Dio, dopo aver cacciato Adamo ed Eva dall'Eden e mosso a pietà, consegna ai due una bacchetta con la quale ottenere il sostentamento necessario; colpendo il mare, danno vita a diversi animali.
- Nelle Child Ballads Allison Gross e The Laily Worm and the Machrel of the Sea, gli esseri malvagi dispongono di bacchette d'argento per trasfigurare le proprie vittime.
- Lo scrittore Charles Perrault dota le fate madrine di alcuni racconti presenti nella raccolta di fiabe I racconti di Mamma Oca (Pelle d'asino, Cenerentola e La bella addormentata nel bosco) di bacchette magiche.
- Nel romanzo di fantascienza Lunedì inizia sabato (1964-1965) dei fratelli Strugackij la bacchetta magica è denominata dagli specialisti del settore "umklaidet" e si presenta come un piccolo cilindro metallico brillante, della grandezza di un dito indice. Ne esistono diversi modelli, dall'umklaidet di livello elettronico (il c.d. ULE-17) al ben più complesso umklaidet quantico.

## Videogiochi
- La bacchetta magica è presente in molti videogiochi fantasy (ad esempio The Legend of Zelda, dove viene usata come un'arma). A volte non hanno effetto sul gioco, ma sono solo una parte della storia (come in Super Mario Bros. 3).
- Nei giochi di ruolo come Dungeons & Dragons, e nei videogiochi di ruolo derivanti da esso (come ad esempio NetHack), la bacchetta magica viene utilizzata come contenitore di incantesimi, e può essere usata solo un determinato numero di volte prima che finiscano le cariche. Le bacchette permettono ai non maghi di utilizzare le magie, mentre i maghi possono utilizzare incantesimi che normalmente non sarebbero in grado di lanciare.
- Nel MMORPG World of Warcraft, classi come quelle dei maghi e degli stregoni utilizzano le bacchette in modalità d'attacco.

## Arte contemporanea
Esiste in arte contemporanea una performance interattiva interpretata dall'artista Marie Claire Delamichelle dove l'opera virtuale di sua ideazione “Opera Omnia Munda Mundis” si propone di donare ad ogni essere umano una bacchetta magica perché sia utilizzata al meglio per ottenere la felicità. Si sono espressi in questo gioco artistico anche l'astrofisica Margherita Hack, il cantautore Lucio Dalla, il critico Achille Bonito Oliva.